# Programa San Marco
El Programa San Marco va ser un programa de col·laboració bilateral entre Itàlia i els Estats Units en la recerca científica i en l'experimentació a l'espai entre els anys 1962 i 1980. El projecte va marcar l'inici de l'era espacial italiana que, amb el llançament del San Marco 1 el 15 de desembre de 1964, va conduir aquest país a ser la tercera nació en efectuar la posada en òrbita d'un satèl·lit artificial després de la Unió Soviètica i els Estats Units. El procés va consistir en utilitzar un coet proporcionat pels Estats Units però operat sota personal italià. Els òrgans responsables del programa van ser la NASA estatunidenca i el Centro di Ricerche Aerospaziali (CRA) italià —aquest darrer conegut actualment com a Centro di Ricerca Progetto San Marco i integrat a la Universitat de Roma La Sapienza. L'inventor i pare del projecte va ser el professor Luigi Broglio, que va aconseguir involucrar el Consiglio Nazionale delle Ricerche (CNR) i l'Aeronautica Militare Italiana.
El programa va preveure la signatura de memoràndums d'entesa per a la cessió del vehicle de llançament Scout per la NASA, el disseny de satèl·lits San Marco, el muntatge de 8 exemplars, la preparació d'una base de míssils, la formació dels tècnics implicats a Wallops Island a Virgínia, les proves de laboratori, i, en darrer lloc, el llançament de satèl·lits. El Programa San Marco va ser efectiu, però només cinc dels vuit satèl·lits que s'esperaven van ser fabricats finalment, per causa de la reassignació de fons en relació amb altres projectes més recents (el primer dels quals el Programa SIRIO, establert el 1968). L'evolució del programa, no obstant, va conduir a la creació del Centro di Ricerca Progetto San Marco el 1993, posteriorment sota la direcció de la Universitat de Roma La Sapienza.
El finançament del projecte era inicialment de 4.500 milions de lires a subdividir en tres anys; presentava diverses concessions posteriors pel manteniment i la seva finalització, amb un cost de 2.200 milions de lires addicionals a finals dels anys 60 i 5.700 milions per a la dècada de 1970. Als anys 80 es va reobrir el programa amb un finançament de 1.500 milions.
L'anomenat complex San Marco (avui Centro Spaziale Luigi Broglio) està ubicat en aigües internacionals de l'oceà Índic, davant de la costa de Kenya, a 2° 56' al sud de l'equador. Està format per plataformes marines fixes a terra marina: una plataforma de muntatge i llançament de coets Scout (Plataforma San Marco), una plataforma de control d'operacions de llançament i posada en òrbita (Plataforma Santa Rita), una petita plataforma en la qual s'allotja el radar, una estació de telemetria de terra i altres infraestructures també a terra ferma en territori kenyà.

## Concepció i naixement

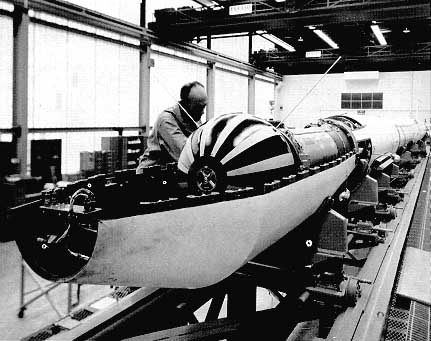
Part de la instal·lació del San Marco 1 en el seu vehicle de llançament

L'interès d'Itàlia per la ciència aeroespacial ja era conegut als anys cinquanta. El 1956, dos anys després de la creació de la primera càtedra d'enginyeria aeroespacial a Roma, el secretari general d'Aeronautica Militare Italiana va encarregar a Luigi Broglio la tasca de desenvolupar nous estudis sobre coets per obrir el camí a les activitats aeroespacials italianes. Broglio va continuar amb la campanya de recerca "Nube di Sodio" que es va emprar en el coet estatunidenc Nike tot obtenint diversos èxits. Amb l'experiència adquirida, Broglio va presentar el febrer de 1961 un projecte al llavors Cap del Govern Amintore Fanfani que tenia com a objectiu enviar en òrbita un satèl·lit de disseny i creació completament italià. També l'abril del mateix any, durant la reunió a Florència del Committee on Space Research (COSPAR), Broglio va tenir l'oportunitat de discutir el projecte —encara que de manera informal— i va convidar a alguns oficials de la NASA per ajudar amb la prestació d'un coet transportador i la formació del personal italià en el seu ús.
El 31 d'agost de 1961 el Govern italià va aprovar un programa espacial no oficial de tres anys, més tard conegut com a "Progetto San Marco", que va ser presentat per Luigi Broglio com a president de la Commissione per le Ricerche Spaziali (CRS), i de Giovanni Polvani, president del CNR. L'aprovació oficial del Govern italià dels progressos realitzats l'octubre de 1961 va permetre a Broglio poder negociar amb la NASA un acord per definir les respectives contribucions. Tot i que va ser l'inventor i pare del projecte, Luigi Broglio es va mantenir com a professor i es va atribuir la responsabilitat del programa al Consiglio Nazionale delle Ricerche (CNR) i d'Aeronautica Militare Italiana, quan en aquell temps exercia com a Coronel.
El document que per primera vegada estableix els àmbits de competència de les dues nacions d'una manera oficial va ser signat el 31 de maig de 1962 a Ginebra per representants de la Commissione Spaziale Italiana del CNR, el professor Broglio i el cap de la NASA H. L. Dryden. El memoràndum d'entesa articulava el programa de cooperació en tres etapes: la primera consistia en la prova dels instruments científics del satèl·lit, la segona fase en la posada en òrbita d'un prototip final del complex de Wallops Island, mentre que la tercera fase pretenia llançar un satèl·lit científic amb l'equip necessari per dur a terme experiments en l'alta atmosfera i la ionosfera. L'avanç del projecte depenia de l'acord mutu entre les parts que es van comprometre a difondre lliurement la informació obtinguda i de no intercanviar qualsevol quantitat de diners. Aquest memoràndum, però, no va ser oficialment aprovat pels governs d'Itàlia i els Estats Units, ja que havia de tenir l'aprovació final del Ministre d'Afers Exteriors i del Departament d'Estat dels EUA.
El naixement oficial del projecte es va dur a terme el 7 de setembre de 1962 a Roma, quan el llavors canceller italià Attilio Piccioni i el vicepresident dels EUA Lyndon B. Johnson van signar l'acord. Quan va ser obtinguda la identificació oficial en l'inici del projecte, el govern italià va aprovar la llei especial núm. 123 amb un finançament de 4.500 milions de lires, a subdividir en tres anys.

## Primers desenvolupaments (1962-1964)

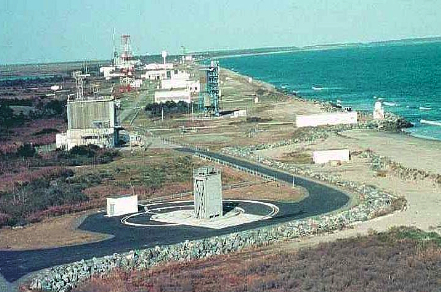
Vista aèria de la base de Wallops Island que va tenir lloc el llançament del San Marco 1

Amb la signatura de l'acord entre els governs d'Itàlia i dels Estats Units va començar la formació d'enginyers aeroespacials italians. Entre 1962 i 1964 es van enviar 70 tècnics als EUA, que es van repartir entre el Goddard Space Flight Center (GSFC), el Langley Research Center (LRC), el conglomerat Ling-Temco-Vought (LTV) i el complex de la NASA a Wallops Island, amb el propòsit que s'especialitzessin en el disseny dels satèl·lits, en el seu muntatge i en l'equilibri dels coets transportadors i les tècniques de llançament. A principis de 1963, el CRA es va establir a l'Aeroport d'Urbe amb instal·lacions per a les simulacions aerodinàmiques i tèrmiques de les fases de llançament i reentrada. Els laboratoris de Via Salaria estaven equipats per a aquests tipus d'instal·lacions, que incloïen un simulador format per una càmera de 3 metres de diàmetre, una font solar i un sistema de buit capaç d'assolir 10 −7 mmHg, un agitador electrodinàmic capaç de generar forces de fins a 50.000 N (a freqüències entre 10 i 1.500 Hz) i màquines que operaven en horitzontal i en vertical per a l'equilibrat estàtic i dinàmic dels satèl·lits i les seves càrregues.
El CRA va construir en el mateix període el prototip, i dos d'aquests satèl·lits van ser llançats per coets sonda de la Wallops Flight Facility en vols suborbitals el 21 d'abril i el 2 d'agost de 1963, respectivament. Les dades obtingudes, malgrat les dificultats tècniques trobades en el primer vol, van permetre ampliar el coneixement sobre la densitat entre 100 i 130 km d'altitud. Les mateixes dades van ser donades a conèixer al maig de l'any següent durant la setena Assemblea General del COSPAR.
El desembre del 1963, el mateix CRA (dirigit per Broglio) va començar la construcció de la Base de Llançament San Marco, que era una adaptació d'una plataforma petroliera utilitzada anteriorment per ENI. El complex presentava la plataforma de llançament "Santa Rita" —en honor de la santa dels casos desesperats— i el vaixell Pegasus, sobre el qual es va col·locar l'equip necessari per a la coordinació de llançaments i de telemetria. Les proves de les instal·lacions de llançament van produir-se entre el 25 de març i el 2 d'abril de 1964 a través de vehicles de llançament Nike Apache fabricats a Itàlia, que servien principalment per a comprovar la compatibilitat de les instrumentacions de terra i les de telemetria a bord dels satèl·lits. La decisió d'emprar els coets Nike va ser recolzada pel CRA gràcies a l'experiència adquirida en la seva configuració i utilització, i gràcies també al programa d'investigació Nube di Sodio (ja autoritzat el 1956). El segon i el tercer experiment transportaven com a càrrega només el material per als experiments sobre el comportament del sodi en altituds elevades.

## Llançament del San Marco 1

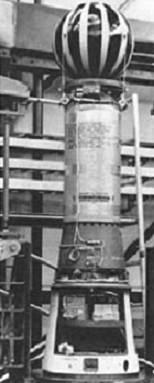
El satèl·lit San Marco 1 poc abans de la instal·lació en el coet

La segona fase del projecte va culminar el 15 de desembre de 1964 a les 20:24:00 UTC, quan va ser llançat amb èxit el San Marco 1 des de la base de la NASA de Wallops Island. Ho va fer un equip italià amb un coet Scout i va ser posat en òrbita amb un perigeu de 198 km i un apogeu de 856 km. El San Marco es va convertir en el primer satèl·lit totalment fabricat i llançat per una nació de l'Europa occidental. Amb aquest llançament, Itàlia es va convertir en la quarta nació després de la Unió Soviètica, els Estats Units i el Canadà en tenir el seu propi satèl·lit a l'espai i la tercera en haver dut a terme un llançament orbital (amb suport estatunidenc).
El satèl·lit va ser presentat com una esfera de 66 cm de diàmetre i pesava poc més de 115 kg. Els objectius de la missió eren mesurar la densitat atmosfèrica entre 180 i 350 km d'altitud i l'execució d'uns experiments a la ionosfera terrestre desenvolupats pel Centre de Microones de Florència pel professor Nello Carrara, col·laborador de Luigi Broglio al CRS.
Un grup d'experts de la NASA que va participar en el Projecte San Marco es va reunir el mes de gener de 1965 per verificar l'assoliment dels objectius establerts; es va arribar a la conclusió que tots van concloure amb un èxit total i un alt nivell d'excel·lència.
Broglio va presentar els resultats preliminars dels experiments científics sobre la densitat de la Terra a la vuitena reunió de COSPAR —celebrada a Buenos Aires el maig del 1965—, mentre que els resultats finals es van publicar el maig de 1966 a Viena durant la següent reunió del COSPAR.
L'èxit de la missió i el reconeixement internacional, però, no van semblar suficients per mantenir la funció bàsica del projecte i el finançament resultant. A causa de les dificultats trobades per la European Space Research Organisation (ESRO), la European Launcher Development Organisation (ELDO) i la tendència negativa de l'economia italiana a mitjan anys seixanta, el Projecte San Marco amenaçava de ser interromput precisament en un moment clau de la seva vida. La situació va obligar a Broglio a associar-se a les palpentes amb el programa nacional (la contribució italiana a l'ELDO), que en aquell moment representava la proporció més gran de la despesa nacional en la matèria. Amb aquesta finalitat, es va proposar que una suma equivalent al 30% del finançament de l'ELDO fos destinada als programes nacionals (no només el Projecte San Marco), fet que va trobar una forta oposició per la indústria italiana, principalment per FIAT i altres empreses membres de la Compagnia Italiana Aerospaziale (CIA) que ja estaven involucrades en el desenvolupament dels coets Europa 1 i 2 de l'ELDO.
Com que no es trobava resposta a la seva iniciativa, Broglio i altres membres del CRS van començar a participar en les empreses del sector aeroespacial que no formaven part de l'ELDO i que no estaven representades per la CIA, tot formulant un programa nacional més ampli. Entre les noves propostes del projecte també es va incloure l'expansió de la base espacial a Kenya i la continuació de la investigació per part diverses universitats.

## Finalització del programa (1965-1969)

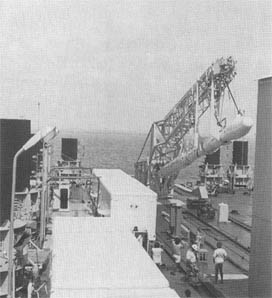
Preparació del coet pel llançament des de la plataforma San Marco

L'assoliment dels objectius de San Marco 1 en l'estudi de l'atmosfera superior va procedir a la terminació de la Plataforma San Marco i el seu ús. El CRA i la NASA van arribar als acords finals per aquesta tercera fase el 1965, mentre el CRA va proporcionar la signatura d'un contracte de subministrament amb LTV per un coet Scout Mark II i l'equip terrestre necessari. El 29 d'abril de 1965 el papa Pau VI va pronunciar la benedicció del projecte adreçant-se al general Luigi Broglio i als enginyers i tècnics del CRA. La protecció celestial havia estat sol·licitada per Broglio en nomenar el projecte en honor de Sant Marc, patró de la seva ciutat natal i dels mariners, i amb el discurs favorable del Papa va emfatitzar encara més en l'enfocament de l'Església catòlica al projecte i a les seves empreses.
Mentrestant, a la base de llançament de Kenya es va afegir la nova plataforma "San Marco", que era de l'exèrcit dels Estats Units i adequada per al llançament de satèl·lits al port de La Spezia, a una distància de prop de 600 metres de la "Santa Rita" (a partir de la qual es durien a terme les activitats de control). Els càrrecs relacionats amb l'ús i manteniment de la plataforma van ser finançats pel Govern italià amb la llei núm. 422, que incloïa un import total de 2.200 milions de lires per poder completar el projecte San Marco. Broglio també va obtenir la transferència de la gestió del projecte des del CNR a la Universitat de Roma, tot assegurant que romandria completament sota el seu control. En virtut d'això, Broglio va entaular converses directament amb la NASA a fi de llançar satèl·lits científics estatunidencs des de la Plataforma de San Marco.
A mitjans d'abril de 1967 es van finalitzar els muntatges del coet portador i del satèl·lit San Marco 2 i es va procedir a les proves necessàries abans del seu llançament. El 26 d'abril a les 10:04 UTC, els especialistes del CRA van llançar el San Marco 2 des de la Base Projecte San Marco, assistits pels membres de la Langley Research Center, de la base de Wallops Island, del GSFC i del LTV. El satèl·lit va entrar amb èxit en una òrbita el·líptica equatorial, caracteritzada per un perigeu de 218,46 km i un apogeu de 748,91 km.
La missió permetia experiments amb variacions a petita escala de la densitat atmosfèrica i les irregularitats de la densitat d'electrons en la zona equatorial. Les conclusions van arribar, respectivament, el 26 de juny i el 15 juliol de 1967. El satèl·lit va romandre completament operatiu fins al seu retorn, que es va produir el 14 d'octubre de 1967, després de 171 dies de permanència a l'espai amb 2680 òrbites.
El maig de 1968, Broglio, fins i tot abans que es completés el processament de les dades obtingudes per la missió, va presentar els resultats preliminars a la novena reunió del COSPAR que va tenir lloc a Tòquio. Un altre resultat positiu de la posada en marxa del San Marco 2 des de la plataforma de Kenya va ser l'obertura de la NASA a una cooperació encara més estreta amb el CRA, que va conduir a la utilització de la base per a la posada en òrbita d'un seguit de satèl·lits de la NASA a partir del 12 de desembre de 1970 (amb el SAS 1). El 18 de febrer de 1969, de fet, el rector de la Universitat de Roma, Pietro A. D'Avack, i l'administrador de la NASA, Thomas Paine, van signar el memoràndum d'entesa que establia els termes sota els quals els fons es lliurarien a títol de reemborsament de les despeses i activitats associades a llançament de satèl·lits de la NASA des de San Marco. L'acord va preveure la confirmació oficial d'ambdós governs. L'ambaixador dels Estats Units, Gardner Ackley, va anunciar la confirmació el 30 d'abril de 1969, mentre que el Govern italià va anunciar la seva acceptació el 12 de juny del mateix any per mitjà de l'Ambaixador Gian Vincenzo Soro. El complex italià, així doncs, va esdevenir la primera base de llançament exterior de la qual els Estats Units va confiar el llançament dels seus satèl·lits.
No obstant això, es van aconseguir aquests èxits a expenses d'un alt cost per al futur del Projecte San Marco: es va centralitzar el control del CRA, Broglio va renunciar a la cobertura política que oferia el CNR i irremeiablement va posar en perill l'aliança amb Amaldi i els seus col·laboradors, que van portar les seves competències a l'ESRO i a muntar experiments pels seus satèl·lits. Tampoc va esdevenir de menor importància el desviament de fons, que va implicar l'eliminació del CNR del projecte.

## Espiral descendent (1970-1979)

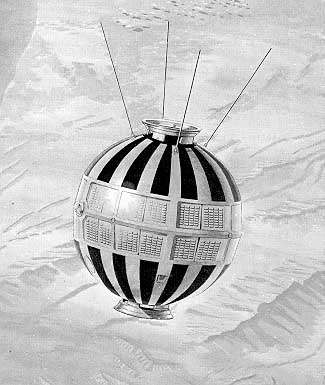
Representació del satèl·lit San Marco 3

Un cop aconseguit el màxim desenvolupament amb el llançament del San Marco 2 des de la plataforma equatorial el 1967, el projecte va entrar en una fase dificultosa que va degenerar en certs moments en una paràlisi completa.
Les principals causes d'aquesta situació es van atribuir a la crisi econòmica que es va estendre per Itàlia durant els anys setanta (que va culminar amb la crisi petroliera del 1973-1974) i al progrés tecnològic que inexorablement va treure a la tecnologia del projecte el seu caràcter innovador. De fet, l'intent de Broglio de continuar la col·laboració amb la NASA per a la posada en marxa d'altres satèl·lits des de la base a Kenya va demostrar que només es tractava d'un èxit parcial a causa de l'aparició gradual del programa del Transbordador Espacial i la reducció de l'interès pel llançament de satèl·lits petits. La llei núm. 97 del 9 de març de 1971, que va assignar 5.700 dels 29.400 milions de lires disponibles per la despesa total de les activitats espacials nacionals, es va sotmetre a demores en la legislació. En el seu lloc, es van distribuir en tres anys (1969-1971) i es van utilitzar per a fer-hi front fins i tot a costa dels anys 1972 i 1973. Broglio, però, va mantenir viva l'activitat al centre espacial, especialment entre 1970 i 1974, gràcies sobretot a la posada en òrbita dels satèl·lits dels EUA i Gran Bretanya i a l'enviament de nombrosos coets sonda italians.
El llançament de l'esmentat SAS 1, reanomenat com a Uhuru (llibertat) en honor de la independència de Kenya —celebrada el dia del llançament— va ser un exemple d'una interessant inversió de papers entre els EUA i Europa. El satèl·lit va ser, de fet, creat arran dels descobriments científics de l'astrofísic Riccardo Giacconi sobre les fonts de raigs X. Amb aquest important descobriment, Giacconi va permetre, al seu torn, la investigació i el descobriment de centenars de fonts de raigs X que van proporcionar també els mitjans per a quantificar la intensitat i la variabilitat en el temps.
En qualsevol cas, el Projecte San Marco va procedir al llançament del satèl·lit San Marco 3 el 28 d'abril de 1971 a les 7:32 UTC. Els experiments italians sobre densitat atmosfèrica es van integrar, per primera vegada, a dos més dels experiments dels Estats Units: el primer tenia la intenció d'estudiar la composició química de l'atmosfera superior, i es va muntar al Goddard Space Flight Center (GSFC). El segon experiment, realitzat a través de la cooperació del GSFC i la Universitat de Michigan, va ser dissenyat per mesurar la temperatura de les molècules i la distribució del nitrogen. Mitjançant la combinació de les dades obtingudes va ser possible mesurar amb precisió la temperatura cinètica de l'atmosfera entre 200 i 400 km d'altura.

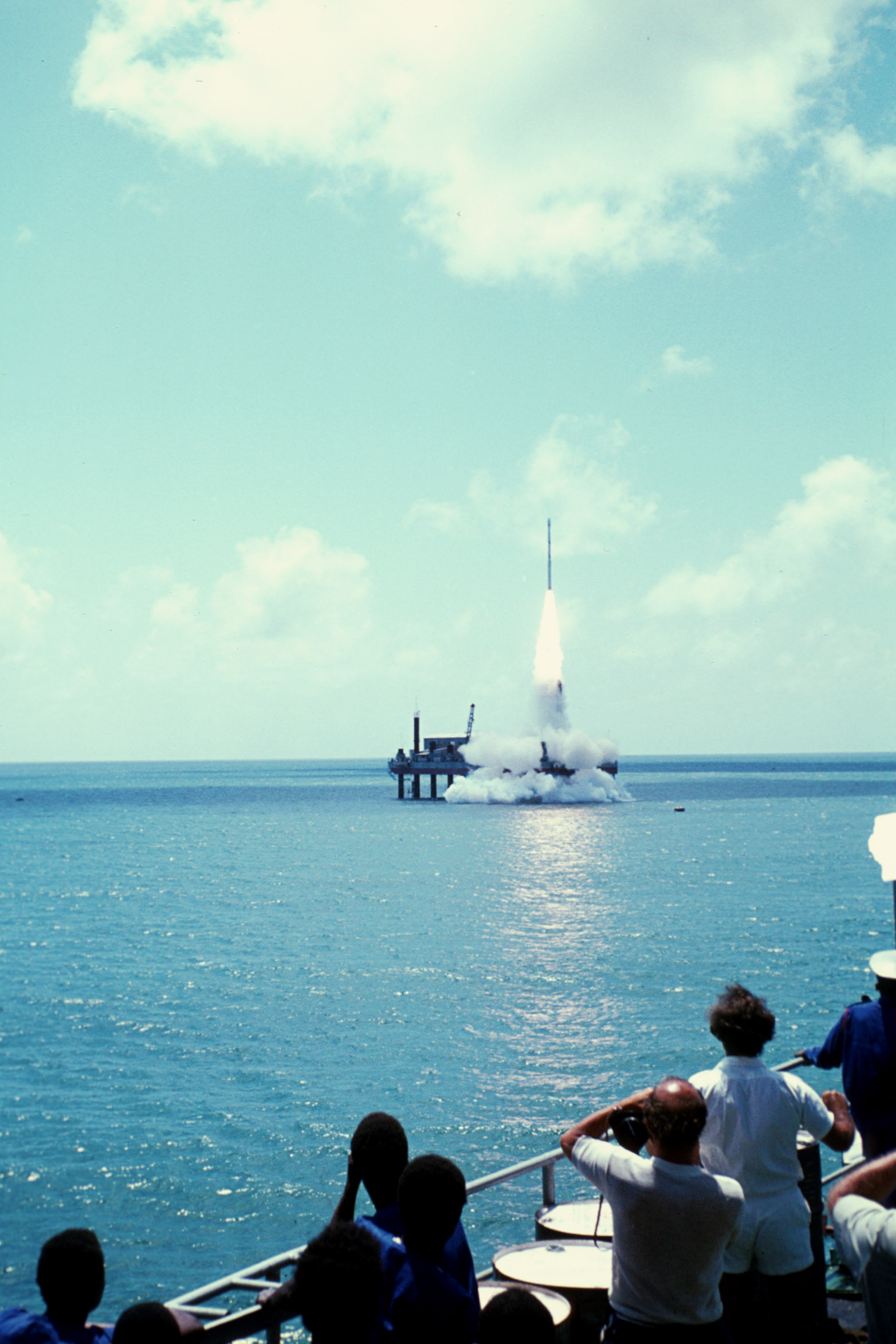
Llançament del satèl·lit Ariel 5

Nogensmenys, el projecte seguia patint l'escassetat contínua de fons i el San Marco 4, que va ser llançat el 18 de febrer de 1974 a les 10:05 UTC, era una versió millorada del San Marco 3 però encara amb una instrumentació molt similar. Després del San Marco 4, el Projecte va implicar el Regne Unit en una associació que va portar al llançament del satèl·lit Ariel 5 el 15 d'octubre de 1974, a través d'un coet transportador Scout per personal italià.
El 1974 va resultar ser un any de grans canvis per a les activitats espacials italianes. La llei núm. 388 del 2 d'agost i la llei núm. 390 del 6 d'agost de 1974 va transferir al Ministre pel Coordinament de la Recerca Científica i Tecnològica la tasca de presentar al Parlament els informes sobre el Piano Spaziale Nazionale. En aquest període es va fer evident el pas a segon pla del projecte San Marco davant dels programes espacials més recents, amb la distribució dels fons assignats per a la investigació espacial (a través de l'esmentada llei núm. 388). La Universitat La Sapienza va rebre finançament per valor de 6.650 milions de lires destinat a la continuació del Projecte i dividit en tres exercicis financers.
El 8 de maig de 1975 va ser posat en òrbita el satèl·lit estatunidenc SAS 3, desenvolupat en el GSFC. Tots dos satèl·lits van ser dirigits per a donar continuïtat a la investigació italiana sobre les fonts de raigs X còsmics. No obstant això, aquest satèl·lit va resultar ser l'últim llançament coordinat pel centre espacial italià, que estava pràcticament inactiu des de mitjans de 1975 a causa de la reassignació dels fons estatals en favor del Projecte SIRIO (centrat en les comunicacions per satèl·lit).

### Filatèlia
Aquest període del Projecte San Marco, gràcies als èxits científics i tecnològics, es va commemorar amb emissions filatèliques sobre el propi Projecte i les missions individuals, tant les italianes com d'altres països. Pel que fa a Itàlia, es va emetre un segell de correus del L. 70 del 28 de maig de 1975 i d'un aerograma del 5 d'octubre de 1977 sobre el satèl·lit SIRIO. També és rellevant una sèrie de l'Estat de Panamà amb motiu de la "Investigació Espacial Italiana" i dels llançaments de satèl·lits duts a terme a la plataforma Santa Rita. El 15 de desembre de 2014, la Poste Italiane va emetre una nova sèrie ordinària per a commemorar el 50è aniversari del llançament del satèl·lit San Marco 1.

## Reobertura (1980)

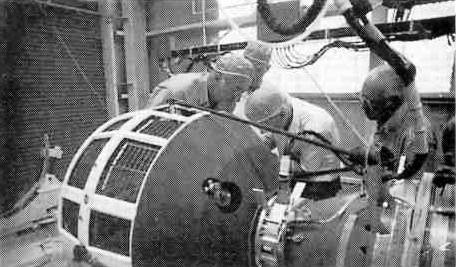
Un moment de la realització del satèl·lit San Marco D/L

Després de l'expiració de tres anys en què es va distribuir el finançament de la llei núm. 388, el CNR va dividir la suma de 30.000 milions de lires registrades en el seu balanç per l'any 1978 amb l'assignació de 1.500 milions per al projecte San Marco. D'acord amb l'«Informe sobre el progrés dels plans espacials nacionals de la Cambra de Diputats», aquesta reducció addicional de finançament no implicava cap canvi en la qualitat de la recerca i de les activitats.
El 1978, el Centre d'Investigació Aeroespacial es va centrar en el desenvolupament del programa espacial San Marco D, que va tenir la cooperació del CRA i de la NASA. Els camps d'especialització de les dues organitzacions van mantenir característiques similars a les establertes per satèl·lits anteriors. El desenvolupament d'aquest subprojecte va consistir en la creació de dos satèl·lits i la seva ubicació en dues òrbites separades. L'objectiu era estudiar la relació entre l'activitat solar i els fenòmens de la banda atmosfèrica que inclou la termosfera i la ionosfera. Aquest estudi es va dur a terme amb més precisió a les òrbites baixes (en anglès low, d'aquí el nom San Marco D/L) i va realitzar diverses òrbites estacionàries (multistationary, San Marco D/M).
El 1980 el Projecte de San Marco es va convertir de nou en un punt d'interès. Durant un eclipsi solar total el 15 de febrer es va veure llançar uns set coets sonda des de San Marco per tal d'estudiar el fenomen. Els coets en qüestió eren tres Super Arcas, dos Nike-Black-Brant i dos Astrobee-D.
Tot i això, la disponibilitat de fons va permetre la creació del San Marco D/L. El seu llançament es va fer efectiu el 25 de març de 1988 a les 19:50 UTC des de la Plataforma San Marco i a través d'un coet Scout, que va aconseguir una òrbita el·líptica amb un perigeu de 263 km i apogeu de 615 km. La seva instrumentació científica va funcionar a la perfecció, amb l'excepció de l'espectròmetre per al vent i la temperatura (WATI, de la designació anglesa), que va deixar de respondre al cap de 20 dies en òrbita. Finalment, el satèl·lit va tornar a entrar a l'atmosfera el 6 de desembre del mateix any, després de 255 dies d'activitat. Se'n van obtenir les últimes dades durant el seu retorn a 150 km d'altitud.

## Síntesi dels llançaments
| Data de llançament | Vehicle   | Satèl·lit     | Identificador Cospar | Base de llançament   | Característiques                                                         | Experiments embarcats | Comentaris |
| ------------------ | --------- | ------------- | -------------------- | -------------------- | ------------------------------------------------------------------------ | --- | ---------- |
| 15 desembre 1964   | Scout X4  | San Marco 1   | 1964-084A            | Wallops Island       | 115 kg Energia subministrada per les bateries Sense el control d'actitud | Composició i temperatura dels ions in situ. Característiques de la ionosfera.                                                               | Reeixit    |
| 26 abril 1967      | Scout B   | San Marco 2   | 1967-038A            | Plataforma San Marco | 129 kg Energia subministrada per les bateries Sense el control d'actitud | Composició i temperatura dels ions in situ. Característiques de la ionosfera.                                                               | Reeixit    |
| 24 abril 1971      | Scout B   | San Marco 3   | 1971-036A            | Plataforma San Marco | 163 kg                                                                   | Densitat de l'atmosfera superior. Composició de l'atmosfera neutra. Densitat i temperatura del nitrogen.                                    | Reeixit    |
| 18 febrer 1974     | Scout G-1 | San Marco 4   | 1974-009A            | Plataforma San Marco | 164 kg                                                                   | La densitat de l'atmosfera superior. Composició de l'atmosfera neutra. Temperatura de l'atmosfera neutra.                                   | Reeixit    |
| Juliol 1983        | Scout G-1 | San Marco D/M | -                    | Plataforma San Marco | 65 kg                                                                    | | Cancel·lat |
| 25 març 1988       | Scout G-1 | San Marco 5   | 1988-026A            | Plataforma San Marco | 273 kg                                                                   | Densitat de l'atmosfera neutral. Mesurament de la temperatura i del vent. Velocitat dels ions. Espectròmetre. Mesurament del camp elèctric. | Reeixit    |

## Actualitat: el "Centro di Ricerca Progetto San Marco"
El 1993, el patrimoni, l'experiència i les competències creades amb el Projecte San Marco es van fondre en un nou cos de la Universitat La Sapienza de Roma: el Centro di Ricerca Progetto San Marco. La seva seu es troba al Centro Ricerche Aerospaziali a l'Aeroport dell'Urbe a via Salaria 851. La propietat està classificada com a Centre de despesa "A" amb autonomia administrativa. El seu organigrama inclou un Consell Directiu, un President i un Director Tècnic.
En els anys següents a la seva formació, el Centro di Ricerca, en col·laboració amb l'ASI, va dur a terme nombroses iniciatives per al desenvolupament i actualització de les tecnologies de San Marco a Kenya. Entre elles es troben la millora de l'estació de telemetria, seguiment i control a distància dels satèl·lits europeus des del seu llançament i la fase preorbital. La base de llançament, que de fet ara només s'activa en el llançament de globus meteorològics, es va unir a una xarxa d'estacions sota el control de les nacions de l'ESA, dissenyada precisament per a aquest propòsit i distribuïda globalment. Altres innovacions incloïen la creació d'un centre de teledetecció per a l'adquisició i l'emmagatzematge de dades d'imatge de la regió centre-oriental del continent africà, a banda de la construcció d'una base de geofísica equipada per a la detecció de fenòmens meteorològics, magnètics i ionosfèrics.
A data de 2017, tot i que el Centro di Ricerca no havia participat en el llançament de satèl·lits des de 1988, tenia dos macroprojectes en curs. El primer tenia l'objectiu de desenvolupar programari per al processament i la informació de les imatges obtingudes per satèl·lit. El segon se centrava en la creació d'un sistema d'aviònica adequat per a un microsatèl·lit de baix cost i realitzable en instal·lacions com un laboratori de la universitat.
Les activitats incloses en el primer esborrany de processament d'imatges per satèl·lit eren el Global Monitoring for Security and Stability (GMOSS), el System for Fire Detection (SFIDE), el Southern Hemisphere Additional Ozonesondes (SHADOZ) i el Central-East Africa Satellite Monitoring (CEASMO). La primera activitat tenia com a objectiu crear i desenvolupar una xarxa global de reconeixement per tal de controlar el compliment dels tractats internacionals contra la proliferació d'armes de destrucció massives i la definició dels límits territorials. La segona activitat era una part del Projecte SIGRI (de l'italià "Sistema Integrato per Gestione Rischi Incendi", o "Sistema Integrat per a la Gestió de Riscos d'Incendi", en català) amb la intenció de proporcionar informació en temps real sobre els incendis forestals a la zona del Mediterrani —a través de satèl·lits geoestacionaris. La tercera activitat era la participació del Centro di Ricerca en la creació d'un arxiu d'informació obtinguda a través de globus sonda d'ozó a les zones tropicals. L'última activitat que va realitzar el Centro di Ricerca va ser l'obtenció d'imatges del centre d'Àfrica oriental, així com d'informació sobre la situació del medi ambient i la seva morfologia.
Una altra activitat va implicar una sinergia amb l'Aeronautica Militare sobre la base d'un acord signat el 2009 amb l'Agència Espacial Italiana per a l'ús de les dues plataformes per a activitats de Telemetry Tracking & Control (Seguiment i Control de Telemetria) i de teledetecció.

### Obres
- Krige, J.; A. Russo. ESA Publications Division. SP-1235–A History of the European Space Agency, 1958–1987 (Vol. 1-ESRO and ELDO, 1958-1973) (en anglès), 2000. ISBN 92-9092-536-1.
- De Maria, Michelangelo; Lucia Orlando; Filippo Pigliacelli. ESA Publications Division. HSR-30, Italy in Space, 1946–1988 (en anglès), 2003. ISBN 92-9092-539-6.
- De Maria, Michelangelo. ESA Headquarters, Proceeding of the Concluding Workshop. The extended ESA History Project (en anglès), 2005.
- De Maria, Michelangelo; Lucia Orlando. Beauchesne Editeur. Italy in Space. Looking for a strategy (1957-1975) (en anglès), 2008. ISBN 978-2-7010-1518-7.
- Ulivieri, Carlo; Ugo Ponzi «Promemoria per la riunione INFN al LNGS del 5/504» (en italià). Università degli Studi di Roma “La Sapienza” Centro di Ricerca Progetto San Marco (CRPSM), 1993. Arxivat de l'original el 2015-04-27 [Consulta: 23 maig 2016].

### Revistes
- Ministero della Giustizia «Llei núm. 123 del 9 febrer 1963» (en italià). Gazzetta Ufficiale della Repubblica Italiana - Serie Generale n. 58 del 1 març 1963, 1963.
- Ministero della Giustizia «Llei núm. 422 del 5 juny 1967» (en italià). Gazzetta Ufficiale della Repubblica Italiana - Serie Generale n. 153 del 21 juny 1967, 1967.

### Altres obres
- Ministro per il Coordinamento della Ricerca Scientifica e Tecnologica «Relazione sullo stato di avanzamento dei programmi spaziali nazionali e internazionali (1974)» (en italià). Atti Parlamentari VI Legislatura, Doc. XXXIII n. 1, 1974-1.
- Ministro per il Coordinamento della Ricerca Scientifica e Tecnologica «Relazione sullo stato di avanzamento dei programmi spaziali nazionali e internazionali (1974)» (en italià). Atti Parlamentari VI Legislatura, Doc. XXXIII n. 3, 1974-2.
- Ministro per il Coordinamento della Ricerca Scientifica e Tecnologica «Relazione sullo stato di avanzamento dei programmi spaziali nazionali e internazionali (1978)» (en italià). Atti Parlamentari VII Legislatura, Doc. XXXIII n. 1, 1978.
- Ministro per il Coordinamento della Ricerca Scientifica e Tecnologica «Relazione sullo stato di avanzamento dei programmi spaziali nazionali e internazionali (1980)» (en italià). Atti Parlamentari VIII Legislatura, Doc. XXXIII n. 1, 1980-1.
- Ministro per il Coordinamento della Ricerca Scientifica e Tecnologica «Relazione sullo stato di avanzamento dei programmi spaziali nazionali e internazionali (1980)» (en italià). Atti Parlamentari VIII Legislatura, Doc. XXXIII n. 2, 1980-2.